# 왕발생쥐속
왕발생쥐속(Macrotarsomys)은 쥐아목 붉은숲쥐과에 속하는 설치류 속이다.

## 특징
작은 설치류로 꼬리 길이 100~240mm를 제외한 몸길이가 86~150mm이고 몸무게는 최대 105g이다.

## 분포
육상에서 서식하는 설치류로 마다가스카르섬에서 발견된다.

## 하위 종
3종이 알려져 있다.
- 가짜왕발생쥐 (Macrotarsomys bastardi)
- 큰왕발생쥐 (Macrotarsomys ingens)
- 페테르왕발생쥐 (Macrotarsomys petteri)